# Bartłomiej Tomaszewski
Bartłomiej Tomaszewski (ur. 5 czerwca 1972 w Gnieźnie) – polski koszykarz występujący na pozycjach silnego skrzydłowego oraz środkowego, wielokrotny medalista mistrzostw Polski, reprezentant Polski.

## Osiągnięcia
Na podstawie, o ile nie zaznaczono inaczej.
Drużynowe
- 4-krotny wicemistrz Polski (1991, 1999, 2000, 2001)[1]
- 3-krotny brązowy medalista mistrzostw Polski (1994, 1998, 2002)[1]
- Finalista Pucharu Polski (1998)
- Awans do PLK z AZS Koszalin (2003)
- Uczestnik rozgrywek pucharu:
  - Koracia (1992–1994, 1997/98, 1999/2000)
  - Saporty (1991/92, 2000/01)
- Mistrz Polski juniorów (1991)

Indywidualne
- Powołany do meczu gwiazd Polska - Gwiazdy PLK (2000)[3]
- Najlepszy Rezerwowy PLK według gazeta.pl (1999)[4]
- Zaliczony do składu najlepszych zawodników mistrzostw Polski juniorów (1991)

Reprezentacja
- Uczestnik:
  - turnieju kwalifikacyjnego do igrzysk olimpijskich (1992)[5]
  - mistrzostw Europy U–22 (1992 – 11. miejsce)[5]